# Anni 390
Gli anni 390 sono il decennio che comprende gli anni dal 390 al 399 inclusi.

## Eventi, invenzioni e scoperte
- Usurpazione di Flavio Eugenio nell'Impero romano d'Occidente (392-394), che tenta una restaurazione dei culti pagani, cui mette fine l'imperatore romano Teodosio I
- Alla morte di Teodosio (395), l'Impero romano viene definitivamente diviso in due parti
- 378: battaglia di Adrianopoli tra Visigoti e Romani, con la sconfitta di questi ultimi

## Personaggi
- Teodosio I, imperatore romano
- Onorio, imperatore romano d'Occidente
- Arcadio, imperatore romano d'Oriente
- Flavio Eugenio, usurpatore in Occidente, e Arbogaste, suo sostenitore
- Ablabio, sofista, poi vescovo novaziano di Nicea (390-391)
- Addeo, magister militum per Orientem (393-396)
- Faltonia Betizia Proba, poetessa romana